# Union Sporting
Union Sporting de Bujumbura is een Burundese voetbalclub uit de stad Bujumbura. Ze spelen in de Premier League, de hoogste voetbaldivisie van Burundi. Het speelt zijn thuiswedstrijden in het Stade du Prince Louis Rwagasore, dat plaats biedt aan zo'n 22.000 toeschouwers.